# Harvard Computers

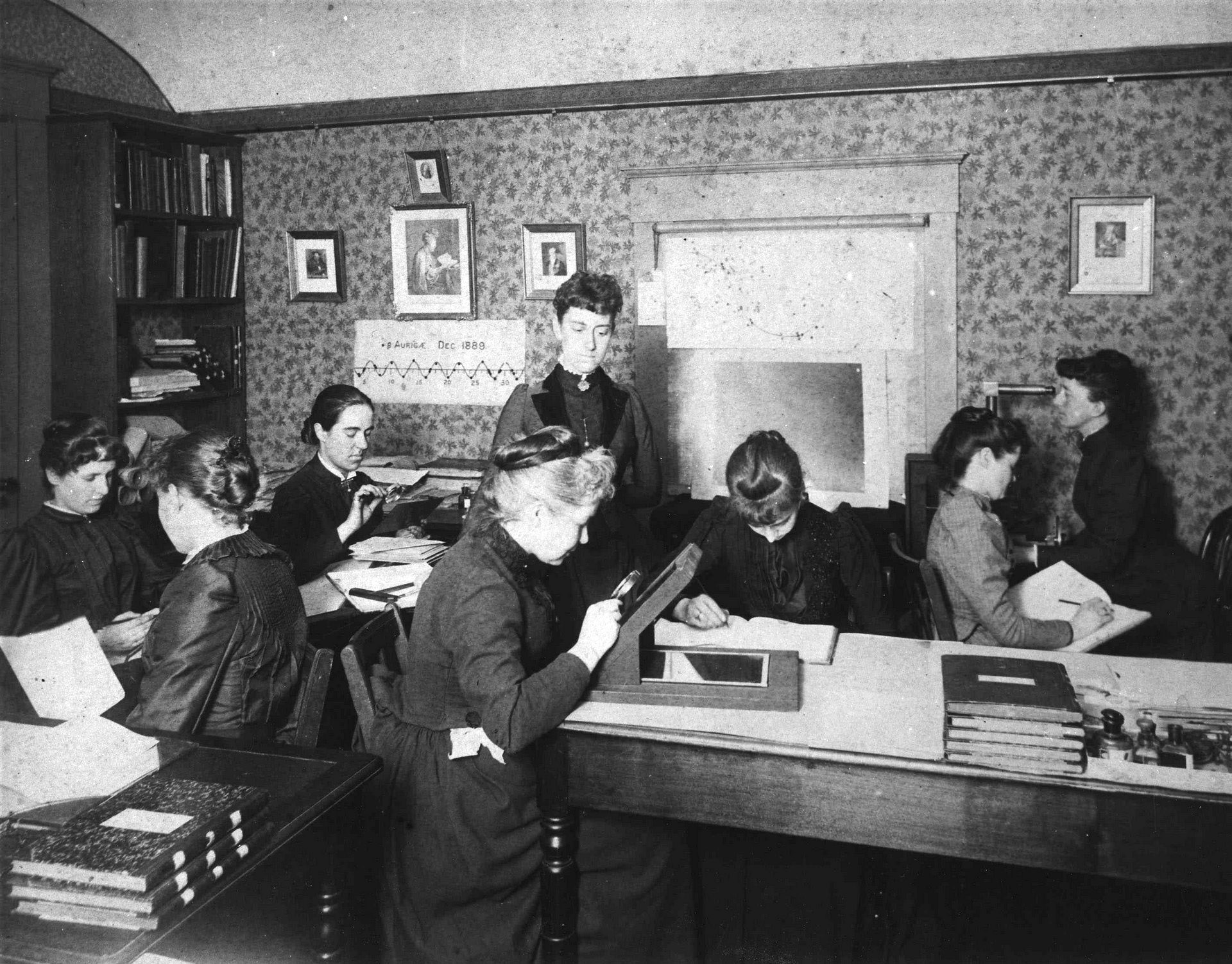
Gruppenfoto der Harvard Computers um 1890

Die Harvard Computers waren eine Arbeitsgruppe von Frauen, die an der Sternwarte Harvard College Observatory (HCO) die Aufgabe hatten, Fotografien des Nachthimmels auszuwerten. Die Berufsbezeichnung „Computer“ bezeichnet dabei eine Person, die mathematische Berechnungen durchführt.

## Geschichtlicher und wissenschaftlicher Hintergrund
Gegen Ende des 19. Jahrhunderts machte die Fotografie große technische Fortschritte. Während es zuvor nur möglich war, die Position und Bewegung von Himmelskörpern durch Beobachtung und Vermessung zu bestimmen, ermöglichte die Fotografie nun die Erhebung zahlreicher weiterer Daten, die auch Rückschlüsse auf die Eigenschaften der beobachteten Himmelskörper ermöglichten. Mit Hilfe der Fotografie konnte man Eigenschaften erkennen, die für das menschliche Auge nicht wahrnehmbar sind. Durch die Auswertung der Lichtspektren der fotografierten Sterne konnte man etwa Rückschlüsse auf die darin enthaltenen chemischen Elemente gewinnen und erkannte, dass nicht alle Himmelskörper die gleichen Lichtspektren zeigten, woraus man wieder schlussfolgern konnte, dass es ganz unterschiedliche Arten von Sternen gibt.
Im Jahr 1877 wurde Edward Charles Pickering zum Direktor der Sternwarte des Harvard College ernannt. Er begann damit, die neue Technik der Fotografie einzusetzen, um den Nachthimmel systematisch zu untersuchen. Jede Nacht, in der der Himmel ausreichend wolkenfrei war, wurde genutzt, um Sterne zu fotografieren. Tagsüber wurden die dabei entstandenen Fotoplatten dann ausgewertet. Noch heute ist das Harvard College Observatory für seine umfangreiche Fotoplattensammlung bekannt, die über eine halbe Million Glasplatten umfasst.
Die Harvard Computers waren für die Gewinnung von Daten aus den Bildern verantwortlich. Die Berufsbezeichnung „Computer“ bezeichnete damals eine Person, die Berechnungen durchführt. Neben mathematischen Berechnungen kartografierten die Harvard Computers auch den Nachthimmel und bestimmten die Helligkeit der einzelnen Sterne. Die so gewonnenen Daten wurden dann weiter analysiert und in zahlreichen wissenschaftlichen Publikationen veröffentlicht.

## Beginn
Eine der ersten Harvard Computers war die schottische Immigrantin Williamina Fleming (1857–1911). Sie arbeitete zunächst als Hausmädchen für Edward Pickering. Weil Pickering unzufrieden mit der Leistung seines männlichen Assistenten im Observatorium war, schlug seine Frau ihm vor, stattdessen Fleming als Computer einzustellen, was er 1879 tat. Einer Anekdote zufolge soll er dem männlichen Assistenten bei der Kündigung gesagt haben, dass selbst sein Hausmädchen die Arbeit besser erledigen könne. Pickering stellte bald weitere Frauen ein, zu den ersten gehörten Anna Winlock, Selina Bond und Nettie A. Farrar. Fleming übertrug er die Leitung der Gruppe.
Viele der ersten Computers hatten zuvor bereits ähnliche persönliche oder verwandtschaftliche Beziehungen zu den Astronomie-Professoren von Harvard. Die weiblichen Harvard Computers erhielten einen Lohn von 25 bis 50 Cents pro Stunde, während männliche Computer einen Dollar oder mehr pro Stunde verdienten. Indem Pickering ausschließlich Frauen einstellte, konnte er somit mehr als doppelt so viele Arbeitskräfte finanzieren und auf diese Weise deutlich mehr Daten verarbeiten lassen.
Die Erstellung und Analyse von Tausenden von Fotoplatten konnte Pickering durch die großzügige finanzielle Unterstützung von Uriah Atherton Boyden, Catherine Wolfe Bruce und Anna Palmer Draper finanzieren. Draper hatte eine Stiftung zur Erstellung des nach ihrem verstorbenen Mann, dem Astronomen Henry Draper, benannten Henry-Draper-Katalog eingerichtet, zu dem die von den Harvard Computern durchgeführten Berechnungen und Analysen wesentliche und zahlreiche Beiträge leisteten.

## Aufgaben und Leistungen

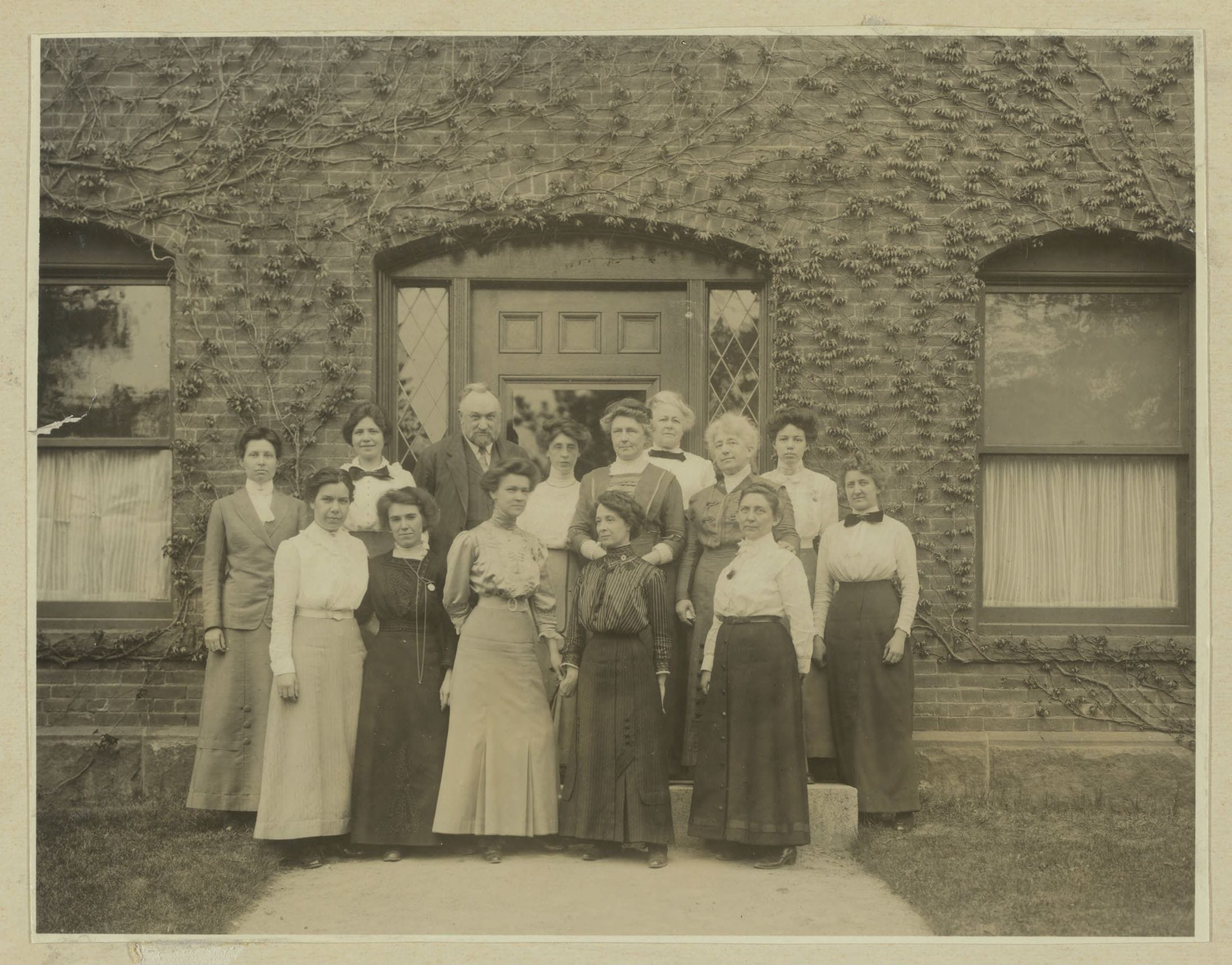
Gruppenfoto der Harvard Computers, aufgenommen am 13. Mai 1913 vor dem Gebäude C des Harvard Observatory

Insgesamt übten zwischen 1877 und 1919 unter Pickerings Leitung mehr als 80 Frauen die Aufgabe der Harvard Computers aus. Viele der Frauen, die diese Aufgabe ausübten, trugen mit ihrer Arbeit zu bahnbrechenden Erkenntnissen im Bereich der Astronomie bei und bearbeiteten durchaus eigenständig wissenschaftlich relevante Fragestellungen. Allerdings wurde ihre Aufgabe von den Wissenschaftlern am Harvard Observatory als rein mechanische Dienstleistung angesehen, weshalb sie nicht einmal namentlich als Co-Autoren in den wissenschaftlichen Veröffentlichungen erwähnt wurden, die auf ihren Berechnungen und Entdeckungen beruhten.
Nur wenige der Frauen wurden für ihre individuellen Leistungen gewürdigt und erhielten die ihnen dafür gebührende wissenschaftliche Anerkennung. Die meisten wurden dagegen einfach als Teil eines mathematische Dienstleistungen erbringenden Kollektivs betrachtet und von den Astronomen sogar oft scherzhaft und herabwürdigend nur als "Pickering’s Harem" bezeichnet.
1899 wurde Williamina Fleming offiziell zur Kuratorin für die Sammlung der astronomischen Fotoplatten ("Curator of Astronomical Photographs") ernannt und war damit die erste Frau in Harvard, der eine solche Stellung zuerkannt wurde. Nach ihrem Tod ernannte Pickering 1911 Annie Jump Cannon zu ihrer Nachfolgerin. Allerdings verweigerte Harvards Präsident Abbott Lawrence Lowell, ihr dafür den gleichen Titel wie ihre Vorgängerin zu verleihen. Erst 1938, zwei Jahre vor ihrem Tod, erhielt sie eine offizielle Ernennung und wurde auch namentlich im Harvard Catalogue aufgeführt.

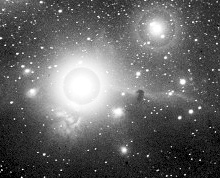
Aufnahme eines Bereiches der Orion-Region durch William Henry Pickering aus dem Jahr 1888. Der Pferdekopfnebel ist rechts (= südlich) des hellen Sterns (ζ Orionis = linker Gürtelstern Alnitak) zu erkennen.

Williamina Fleming gelang es zu erkennen, dass es sich bei Beta-Lyrae-Sternen um ein Doppelsternsystem handelt. Außerdem entdeckte sie unter anderem den Pferdekopfnebel auf einer Fotoplatte aus dem Jahr 1888.
Annie Jump Cannon entwickelte ein Klassifikationssystem für Sternenspektren und katalogisierte ca. 400.000 Sternenspektren auf Basis derer Temperatur.
Henrietta Leavitt entdeckte 1912 die Perioden-Leuchtkraft-Beziehung, die nach ihr auch als „Leavitt Law“ bezeichnet wird und mit deren Hilfe astronomische Entfernungen berechnet werden können.

## Wissenschaftliches Erbe
Das Harvard Observatory besitzt heute mit ca. 550.000 Glasplatten mit astronomischen Aufnahmen eine der größten astronomischen Fotoplatten-Sammlungen der Welt. Die Glasplatten sind einzeln in Papierumschlägen abgelegt, auf denen neben einer eindeutigen Identifikationsnummer auch Informationen zur Platte, wie das Datum der Aufnahme, die aufgenommene Himmelsregion und das verwendeten Teleskop vermerkt sind. Auf vielen der Papierumschläge befinden sich außerdem Informationen zu den Personen, die diese Platte bearbeitet und ausgewertet haben, sowie deren handschriftliche Notizen zu den durchgeführten Analysen.
Im Rahmen des sogenannten DASCH-Projektes („Digital Access to a Sky Century @ Harvard“) wurden die Platten von 2005 bis 2024 digitalisiert. Die digitalisierten Aufnahmen wurden in einer Datenbank mit den dazugehörigen Notizen aus über 2.500 Journalen, in denen die Harvard Computers die Ergebnisse ihrer Analysen und Berechnungen notierten, verknüpft. Über die vom Harvard Observatory betriebene Homepage "Starglas" können diese Daten abgerufen werden.

## Bekannte Harvard Computers
- Williamina Fleming
- Antonia Maury
- Anna Winlock
- Annie Jump Cannon
- Henrietta Swan Leavitt
- Florence Cushman
- Evelyn Leland
- Muriel Mussells Seyfert